# Трой (Іллінойс)
Трой (англ. Troy) — місто (англ. city) в США, в окрузі Медісон штату Іллінойс. Населення — 10 960 осіб (2020).

## Географія
Трой розташований за координатами 38°43′50″ пн. ш. 89°53′30″ зх. д. / 38.73056° пн. ш. 89.89167° зх. д. (38.730519, -89.891706).  За даними Бюро перепису населення США в 2010 році місто мало площу 13,86 км², з яких 13,70 км² — суходіл та 0,15 км² — водойми.

## Демографія
Згідно з переписом 2010 року, у місті мешкало 9888 осіб у 3783 домогосподарствах у складі 2739 родин. Густота населення становила 714 особи/км².  Було 3960 помешкань (286/км²).
Расовий склад населення:
| - 93,9 % — білих - 2,0 % — чорних або афроамериканців - 1,0 % — азіатів - 0,3 % — корінних американців - 0,1 % — вихідців з тихоокеанських островів |

До двох чи більше рас належало 1,9 %. Частка іспаномовних становила 2,6 % від усіх жителів.
За віковим діапазоном населення розподілялося таким чином: 26,3 % — особи молодші 18 років, 64,6 % — особи у віці 18—64 років, 9,1 % — особи у віці 65 років та старші. Медіана віку мешканця становила 35,1 року. На 100 осіб жіночої статі у місті припадало 96,6 чоловіків;  на 100 жінок у віці від 18 років та старших — 93,5 чоловіків також старших 18 років.
Середній дохід на одне домашнє господарство  становив 80 171 долар США (медіана — 69 137), а середній дохід на одну сім'ю — 92 779 доларів (медіана — 85 353). Медіана доходів становила 60 495 доларів для чоловіків та 42 478 доларів для жінок. За межею бідності перебувало 5,2 % осіб, у тому числі 4,6 % дітей у віці до 18 років та 1,7 % осіб у віці 65 років та старших.
Цивільне працевлаштоване населення становило 5188 осіб. Основні галузі зайнятості: освіта, охорона здоров'я та соціальна допомога — 19,8 %, мистецтво, розваги та відпочинок — 12,1 %, роздрібна торгівля — 11,1 %.